# 父の思い出
「父の思い出」（ちちのおもいで、原題: Father's Day）は、イギリスのSFテレビドラマ『ドクター・フー』のシリーズ1第8話。2005年5月14日にBBC Oneで初めて放送された。脚本はポール・コーネル、監督はジョー・アハーネが担当した。2006年ヒューゴー賞映像部門短編部門にノミネートされた3つの『ドクター・フー』のエピソードのうち1つである。
本エピソードでは異星人のタイムトラベラー9代目ドクターが彼のコンパニオンローズ・タイラーに賛同し、1987年に父ピート・タイラーの死亡した日へ彼女を連れて行く。ローズがピートを押し倒して車を避けたため、時間が傷ついてリーパーの攻撃が始まり、歴史が消滅する危機に瀕する。最終的に、リーパーを駆除するには、元々自分を轢き殺すはずだった車に轢かれなければならないとピートは悟る。
筆頭執筆者かつエグゼクティブ・プロデューサーのラッセル・T・デイヴィスは、ローズの人物像を探る感動的なタイムトラベルストーリーとして「父の思い出」を思いついた。彼はエピソードの執筆に、番組の休止中にスピンオフを執筆していたコーネルを起用した。本エピソードのモンスター要素はコーネルとBBCドラマ部門のリーダーであるジェーン・トランターからの提案を元に拡張されており、リーパーは数多くのデザイン案があった。撮影は2004年11月に聖ポール教会とカーディフの通りで行われた。「父の思い出」はイギリスで806万人の視聴者を獲得し、批評家は人物像と感情に焦点を当てたことを称賛した。

## 制作

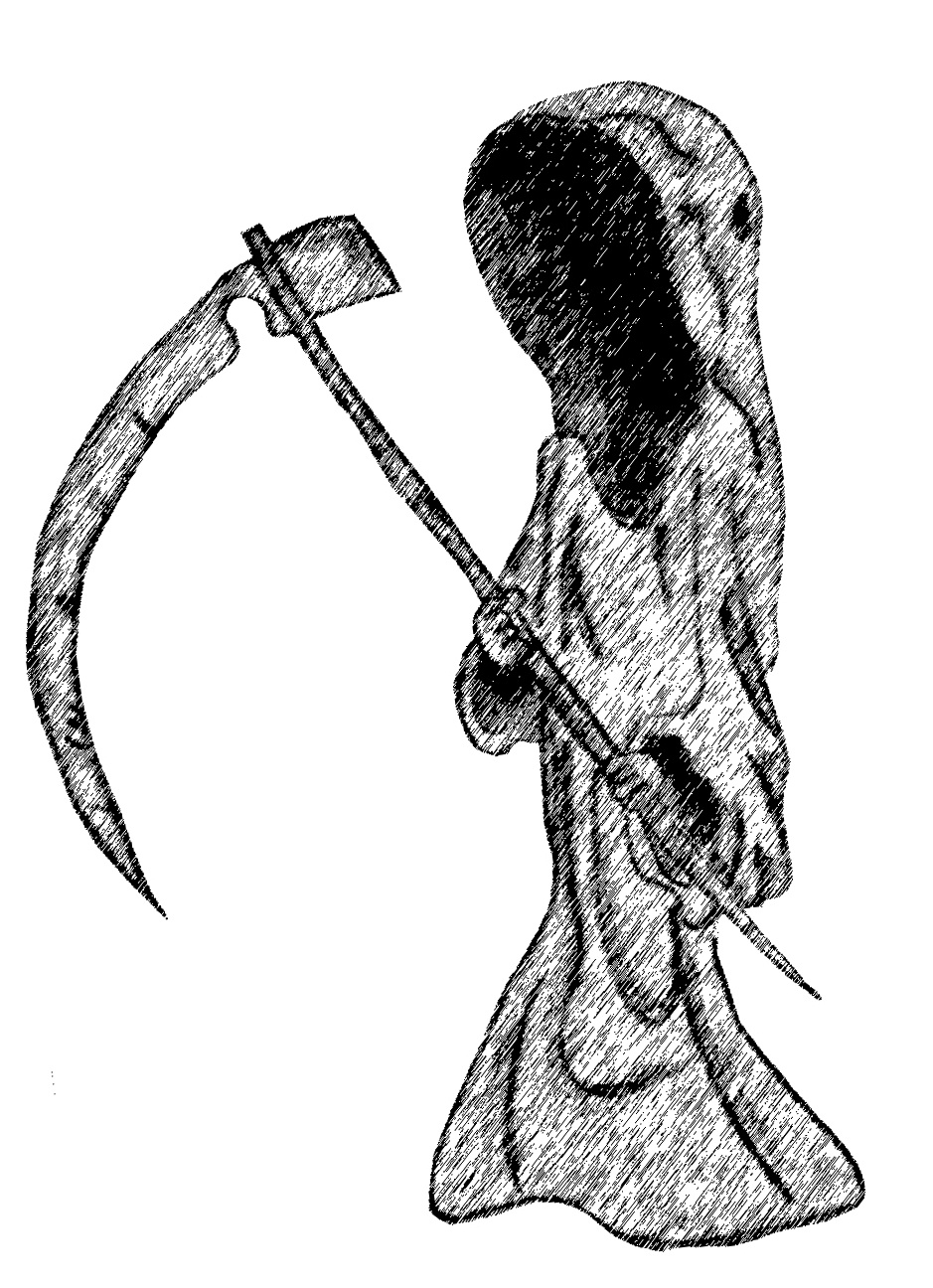
リーパーは当初グリム・リーパーに類似した姿であった

プロデューサーのフィル・コリンソンによると、制作総指揮ラッセル・T・デイヴィスはシリーズの計画の初期段階で完全なタイムトラベルストーリーとして「父の思い出」のコンセプトを思いついていた。デイヴィスはストーリーを追いやすく人間の感情を揺さぶるストーリーラインを求めた。さらに、それ以前の7エピソードが何故ローズが良いコンパニオンであるかを確立しており、それゆえ「父の思い出」では関連しうる彼女の失敗を描こうとした。デイヴィスはエピソードの執筆にポール・コーネルを起用し、彼は特に小説 Virgin New Adventures などの『ドクター・フー』のスピンオフを執筆していた。デイヴィスは元々ローズの父の死を調査する予算削減のエピソードのつもりであったが、コーネルがリーパーを提案してBBCドラマ部門リーダーのジェーン・トランターが新シリーズへのモンスターの追加を支持した。本エピソードの仮題には "Wounded Time" と "Wound in Time" があった。
デイヴィスとコーネルはピートの救出を全てローズの計画にすべきか議論し、これは不明確なままであった。ローズを演じたビリー・パイパーは、タイムトラベルを始めるまで父を救うつもりはなかったと感じた。オリジナルの脚本ではドクターがターディスのドアを開いて内装がただのポリスボックスと化していることに気付くシーンで、ポリスボックスはバラバラに壊れていた。これは費用の関係で変更され、コーネルはこの改変は改良だと思うと主張した。また、コーネルはピート・タイラーの人物像が自身の父に基づいていると主張した。コーネルの父は市営馬券売り場の経営に成功するまで、ピートのように健康ドリンクを売るなど数多くの職業を転々としていた。ピートの発言である "I'm your dad, it's my job for it to be my fault"は、かつてコーネルの父が彼に告げた言葉から取ったものである。元々ピートは自分を犠牲にする前にワインをがぶ飲みする予定であったが、アルコールと勇敢さの相互関係ではポジティブなメッセージとは受け取られないと考えられたため、このシーンは除去された。
撮影は全編に亘ってカーディフで行われた。天気が撮影の間に頻繁に変化し、体調を崩すキャストも出始め、エクルストンも風邪をひいた。制作チームは同じような外観の通りを複数選んでいた。大半の通りはグレンジタウンに位置した。これらは1980年代の風景に似ており、わずかな衛星放送受信アンテナを外すだけで撮影が可能だった。タイラー家のセットは当時に合わせて改装された。1980年代のスタイルにするため、キャストとクルーのメンバーが80年代の彼ら自身の写真を持ち寄った。例えば、ピンクのドレスや大きなヘアスタイルが取り入れられ、これらは視聴者の気を削がなかった。ジャッキーを演じたカミーユ・コデュリは本エピソードのためにウィッグを着用した。車内でのローズとピートの会話にはカットされた部分もあり、これは会話が弾みすぎたためであった。パイパーは乳児を抱くのを怖がった。本エピソードの大部分に乳児がいたものの彼らとの撮影時間は限られており、プレイスホルダーとして作り物が使用されたシーンもあった。
リーパーは様々なデザインを経て現在の形になった。元々はグリム・リーパーに基づいた窯を持つ男の姿の予定であり、この意匠は鎌状の尾として最終デザインに引き継がれた。オリジナルデザインは「地球最後の日」に登場したクリーチャーにあまりにも似ているとみなされ、より異世界風のデザインに変更された。元々は飛翔する予定ではなかった。また、グリム・リーパーと対照的にどれだけ動物に似せるかという議論もあり、結果として2つのアプローチを両方とも取り入れることで決着した。最終デザインはサメの資質、コウモリの翼、カマキリに影響された口が備え付けられ、ハゲタカの効果音が鳴き声に用いられた。模型は2ヶ月をかけて製作され、予定されていた2005年1月初頭ではなく2月末に完成した。その後特殊効果チームは2,3週間をかけて40数ショットのリーパーのCGIを完成させた。本エピソードは意図していたよりも多額の予算をCGIのために費やした。
時間が傷ついた際の影響の1つに、全ての携帯電話が "Watson, come here, I need you."（日本語版では「ワトソン、来てくれ、用がある」）というメッセージを繰り返すというものがあり、これはアレクサンダー・グラハム・ベルが初めて電話越しに話した言葉である。しかし、歴史的な記録によるとこの言葉は "Watson, come here, I want you." であることが示されている。このミスはポール・コーネルのオリジナル脚本には存在せず、制作の途中で生じたことが示唆されている。プロデューサーのフィル・コリンソンは、これを再録音のせいであると考えた。元々の録音は誤ったスコットランド訛りが強すぎると制作チームが判断し、本物のスコットランド人が再録音していた。

### 他作品との関わり
シチュエーション・コメディの Bottom に由来するパブ "The Lamb and Flag" が本エピソードで言及されている。また、ザ・ストリーツによる2002年の歌 "Don't Mug Yourself" も流れ、タイムラインへのダメージを示唆した。ローズはピートを Del Boy に似ていると信じており、これは1980年代のコメディ Only Fools and Horses のキャラクターである。リック・アストリーによる1987年の歌「ギヴ・ユー・アップ」や、1971年の歌 "Never Can Say Goodbye" を1987年に コミュナーズがカバーしたものも本エピソードに登場した。

## 放送と評価
「父の思い出」は2005年5月14日にBBC Oneで初めて放送された。本エピソードは当夜のイギリスでの視聴者数747万人を記録し、番組視聴占拠率は41.74%であった。タイムシフト視聴者を含めると806万人に達した。日本では2006年10月24日にNHK BS2で初放送され、地上波では2007年10月9日にNHK教育で放送された。2011年3月20日には LaLa TV で放送された。
「父の思い出」は一般的に肯定的な批評を得た。パイパーはシリーズ1で特に好きでかつ最も感情的に演技が難しかったエピソードであると主張した。『SFX』誌は時間探検のコンセプトと80年代の正確な再現を称賛し、ピート・タイラーを演じたディングウォールをシリーズで最高の演技の1つと主張した。しかしこの批評家は、「本来そうあるべきほど恐ろしくは感じなかった」としてリーパーがエピソードの足を引っ張っているとも考えた。『Now Playing』誌のアーノルド・T・ブランバーグは感動的なインパクトと演技のために本エピソードにA評価をつけた。しかし彼は、ターディスの鍵が光ることと説明されていないパラドックスを、大きな論理的なギャップであるとした。2013年に『ラジオ・タイムズ』誌の批評家マーク・ブラクストンは「広い心を持つタイムトラベルストーリー」と表現し、ドクターからローズへの識別の移行と、パイパーとディングウォールの演技を強調した。一方でブラクストンはリーパーが冗長であると感じ、リーパーを脚本から取り除いてもエピソードは同じだったろうと考えた。『The A.V. Club』誌で「父の思い出」を批評したアラスター・ウィルキンスは本作の評価をAとし、物語を力強いと感じた。新シリーズのガイドブック Who Is the Doctor では、ロバート・スミスが重苦しく感じさせない情緒とジレンマを称賛した。また、彼は監督とディングウォールの演技にも好意的であった。ただし、ドクターがプロットから退場したため彼が何か他にやらなくてはならないとスミスは感じたほか、ドクターが二人の一般人に命の大切さを説くシーンが物語の他の部分から安っぽく切り離されていたとして低評価している。共著者グレアム・バークも「父の思い出」に好意的であり、シリーズ1で最高かもしれないと綴っている。彼は監督を素晴らしい、脚本を崇高と表現し、物語がいかにタイムトラベルよりも家族に焦点を当てているかを書き記した。
「父の思い出」は他のシリーズ1のエピソード「ダーレク 孤独な魂」や「空っぽの少年」「ドクターは踊る」とともに2006年ヒューゴー賞映像部門短編部門にノミネートされた。後者は賞を獲得した。「父の思い出」は投票数で上位3位であった。